# Carboneras (kommunhuvudort)
Carboneras är en kommunhuvudort i Spanien.   Den ligger i provinsen Provincia de Almería och regionen Andalusien, i den sydöstra delen av landet, 400 km söder om huvudstaden Madrid. Carboneras ligger 9 meter över havet och antalet invånare är 7 199.
Terrängen runt Carboneras är platt söderut, men åt nordväst är den kuperad. Havet är nära Carboneras åt sydost.  Carboneras är det största samhället i trakten. 